# (3387) Greenberg
(3387) Greenberg – planetoida z pasa głównego asteroid okrążająca Słońce w ciągu 4 lat i 72 dni w średniej odległości 2,6 j.a. Została odkryta 20 listopada 1981 roku w Lowell Observatory (Anderson Mesa Station) przez Edwarda Bowella. Nazwa planetoidy pochodzi od Richarda J. Greenberga, naukowca planetarnego z Uniwersytetu w Arizonie. Została zaproponowana przez L. A. Lebofsky'ego. Przed jej nadaniem planetoida nosiła oznaczenie tymczasowe (3387) 1981 WE.